# Xamidimura
Xanidimura eller My1 Scorpii (u1 Scorpii, förkortat My1 Sco, u1 Sco), som är stjärnans Bayer-beteckning, är en dubbelstjärna i den mellersta delen av stjärnbilden Skorpionen. Den har en genomsnittlig skenbar magnitud på +3,04 och är synlig för blotta ögat där ljusföroreningar ej förekommer. Baserat på parallaxmätningar i Hipparcos-uppdraget på ca 6,5 mas beräknas den befinna sig på ca 500 ljusårs (150 parsek) avstånd från solen.

## Nomenklatur
Stjärnorna My1 och My2 Scorpii är kända som lejonens xami di mura "ögon" av Khoikhoi-folket i Sydafrika. År 2016 organiserade Internationella astronomiska unionen en arbetsgrupp för stjärnnamn (WGSN) med uppgift att katalogisera och standardisera riktiga namn för stjärnor. WGSN fastställde i september 2017 namnet Xamidimura för Mu1 Scorpii A (tillsammans med Pipirima för följeslagaren till Mu1 Scorpii) och vilka nu ingår nu i listan över IAU-godkända stjärnnamn.

## Egenskaper
Primärstjärnan My1 Scorpii A är en blå till vit stjärna i huvudserien av spektralklass B1.5 V. Den har en massa som är ca 8,5 gånger solens massa, en radie som är ca 4 gånger större än solens och en effektiv temperatur på ca 23 700 K.
My1 Scorpii är en förmörkelsevariabel av Beta Lyrae-typ. Den varierar mellan skenbar magnitud 2,94 och 3,22 med en period av 1,44626907 dygn. Den observerade som en spektroskopisk dubbelstjärna av Solon Irving Bailey år 1896 och var det tredje sådant par att upptäckas. Den är en halvupplöst konstellation där följeslagaren är nära att fylla sin Roche-lob, eller till och med ha ett överskott. De två stjärnorna rör sig kring varandra i en cirkulär bana med komponenterna separerade med endast 12,9 gånger solens radie.